# Паньківщина
Паньківщина — поселення у долині річки Либеді, пізніше — частина Нової Забудови.
Межі району старої Паньківщини проходять приблизно між вулицями Гетьмана Павла Скоропадського та Тарасівською, по схилу від Ботанічного саду імені академіка О. Фоміна до річки Либідь.

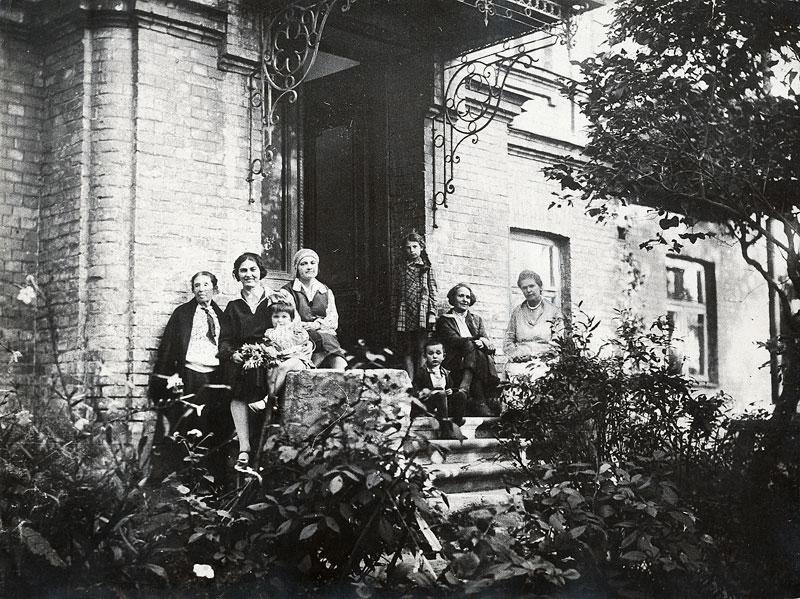
Жителі Паньківщини (у тому числі Ольга Грушевська) у 1928 році

Назва — від власників цих земель у 1516—1570 роках Паньковичів або Панькевичів (відомі, зокрема, намісник київського митрополита Василь Панькович і його син Максим). Імовірно, Паньковичі мали володіння і на лівому березі Дніпра, де в 1-й пол. XVII століття також існувала Паньківщина (див. Позняки). Згодом Паньківщина до 1786 року належала Софійському монастирю.
Оскільки митрополичі володіння поширювалися і на протилежний, правий берег Либеді, там з часом виник хутір Паньківщина (позначений на картах 1830-х, 1842 та 1865 років). З 1873 року хутір Паньківщина мав назву Кучмин Яр. Проте аж до кінця ХІХ століття на сучасній Батиєвій горі були вишневі сади, що належали церкві.
Сучасне планування і назви вулиць — з 1836 року, тоді ж прокладено вул. Паньківську. Інтенсивна забудова Паньківщини почалася у другій половині XIX століття. Тут селилася переважно київська інтелігенція: професори та студенти Університету святого Володимира, лікарі, журналісти, адвокати, діячі мистецтв. Через те у XIX — напочатку XX сторіччя район також був відомий як київський Латинський квартал.
Збереглося багато споруд XIX — поч. XX ст. На розі Паньківської та Микільсько-Ботанічної вулиць знаходився будинок Михайла Грушевського, зруйнований артилерійським обстрілом з бронепоїзда під час наступу більшовиків на Київ. Зберігся флігель, у якому зараз розташований його музей.